# Pałac Kancelaryjny w Rzymie
Pałac Kancelaryjny (wł. Palazzo della Cancelleria) – dawna siedziba Kancelarii Dziekanatu Kolegium Kardynalskiego i rezydencja dziekanów – kardynałów mu przewodzących. Jest to renesansowy pałac w Rzymie, we Włoszech, usytuowany pomiędzy obecną ulicą Corso Vittorio Emanuele II a placem Campo de’ Fiori, w rione Parione. Został zbudowany w latach 1489–1513, przez nieznanego architekta jako pałac dla kardynała Raffaele Riaro, kamerlinga Świętego Kolegium Kardynałów i jest uważany za najwcześniejszy renesansowy pałac w Rzymie. Budynek stanowi eksterytorialną własność Państwa Watykańskiego.

## Architektura
Pałac Kancelaryjny był pierwszym pałacem w Rzymie, który w całości powstał według nowego (ówcześnie) renesansowego stylu. Został zaprojektowany i w dużym stopniu wybudowany w latach 1485-1496 co czyni go jedną z najbardziej tajemniczych budowli. Nie udało się ustalić projektanta, chociaż były nawiązania do twórczości Albertiego oraz Donato Bramantego.
Niezwykle długą fasadę tworzą wysoki cokół i dwie kondygnacje z pilastrami nad nimi. Budowla ma subtelne proporcje, horyzontalny podział na trzy części jest prosty i klarowny. Rustyka i stosunkowo małe okna parteru mają podkreślać jego funkcję imponującej podstawy dla dwóch wyższych, także rustykowanych kondygnacji.
Kondygnacje pięter zostały jednak potraktowane inaczej. Piano nobile ma większe okna, a najwyższa kondygnacja po dwa okna w każdym przęśle, a nie jedno duże, jak niższa. Ogromna masa ściany została rozbita zarówno wertykalnie, jak i horyzontalnie przez występy na krańcach fasady. Rozczłonkowanie horyzontalne jest zarówno bardziej efektywne, jak i bardziej subtelne. Cancellerię cechuje bardziej złożony rytm składający się z pary pilastrów z wąskim, pozbawionym okna przęsłem między nimi, po których następuje szersze przęsło z oknem, mamy obecnie rytm ABABAB. Wprowadzenie szerokich i wąskich przęseł pociąga za sobą wprowadzenie nowego rodzaju proporcji. Zamiast prostych proporcji 1:2 czy 2:3 z wcześniejszych pałaców, w Cancellerii często stosuje się niewymierną proporcję zwaną „złotym podziałem" lub "złotym cięciem". Tak więc, na przykład, szerokość całej jednostki z czterema pilastrami ma się do jej wysokości tak, jak wysokość jednego z okien głównych do jego szerokości i ten sam stosunek dotyczy szerokości węższych i szerszych przęseł. Już tylko z tego jasno wynika, że architekt Cancellerii był doskonale obeznany tak z teorią, jak i praktyką Albertiego, a także był zdolny do znaczącego rozwinięcia kunsztu architektonicznego.
Elewacje dziedzińca są pod pewnymi względami nawet bliższe Palazzo Rucellai, gdyż wywodzą się bezpośrednio z elewacji typu Koloseum z kolumnami w niższych kondygnacjach i pilastrami na górnym piętrze. Dwie niższe kondygnacje mają stosunkowo szerokie arkady kolumnowe, przypominające te ze Spedale degli Innocenti, ale górne piętro stanowi wariant tego samego poziomu fasady głównej, z pojedynczymi pilastrami zamiast ich par i rytmem przęseł AAA. To jednak w niższych kondygnacjach odnajdujemy ważną różnicę
w ujęciu kątów dziedzińca. Ujęcie to różni się zarówno od tego w Palazzo Medici, jak i od tego w Palazzo Venezia. Jak we wcześniejszych rozwiązaniach, arkady są oparte na pojedynczych kolumnach, ale problem kątów jest rozwiązany przez zastosowanie filara w kształcie litery L, jak w Palazzo Venezia. Wszystkie te subtelności prowadziły do przekonania, że jeśli w jakiejś części pałacu mógłby wchodzić w rachubę udział Bramantego, to właśnie w tej. Tę opinię raczej wzmacnia niż osłabia fakt, że Bramante pochodził z Urbino, a to właśnie tam odnaleziono pierwszy dający się datować przykład takiego rozwiązania problemu kątów dziedzińcowych.